# Christoffer Svae
Christoffer Svae, né le 21 mars 1982, est un curleur norvégien. 

## Palmarès

### Jeux olympiques
| Édition    | Vancouver 2010 |
| Classement | Argent         |

### Championnats du monde
| Édition    | Lowell 2006 | Grand Forks 2008 | Moncton 2009 |
| Classement | Bronze      | Bronze           | Bronze       |